# Woytkowskia
Woytkowskia é um género botânico pertencente à família Apocynaceae.